# Lin Delija
Lin Delija (Scutari, 3 febbraio 1926 – Roma, 9 aprile 1994) è stato un pittore albanese naturalizzato italiano.

## Biografia e attività artistica
Costretto ad abbandonare l'Albania, si trasferì a Roma dove studiò all'Accademia di belle arti sotto la guida di Mario Mafai. Si trasferì dunque ad Antrodoco, dove trascorse il resto dei suoi giorni e dove è stata dedicata, a lui e a Carlo Cesi, una pinacoteca. Sempre ad Antrodoco è presente una associazione culturale a lui intitolata. Un suo dipinto è stato donato alla comunità albanese di Detroit ed è ora esposto nella Cattedrale di Nostra Signora degli Albanesi (Our Lady of Albanians).